# Comuna Gratia, Teleorman
Gratia (în trecut, Gratia Mare), este o comună în județul Teleorman, Muntenia, România, formată din satele Ciurari-Deal, Drăghinești și Gratia (reședința).

## Așezare
Comuna este localizată în partea central-sudică a Câmpiei Române, și see află în partea de nord-est a județului Teleorman,  în Câmpia Găvanu-Burdea, pe malul drept al Dâmbovnicului.

## Toponimii

### Gratia
Este o foarte veche așezare, urme ale existentei umane aici datând din epoca de piatră, mărturie stând în acest sens numeroasele vase din piatră descoperite aici. Numele localității provine de la un pod de gratii aflat în centrul comunei, peste râul Dâmbovnic.

### Drăghinești
Denumirea satului Drăghinești provine de la numele unui căpitan al lui Mihai Viteazul, Barbu Draghinescu, căruia după bătălia de la Neajlov, domnitorul țării i-a dăruit drept răsplată această moșie.
Denumirea satului Fărcășeni provine de la numele stolnicului Radu Fărcășanu, care a avut în proprietate aceasta moșie. Acesta se trage dintr-o veche familie boierească din zona Romanațiului, județul Olt. Strămoșul acestei familii boierul Fărcășanu era membru al divanului domnesc al lui Constantin Brâncoveanu.

### Ciuraru-Deal
Numele satului se trage de la o ocupație foarte veche pe care o aveau locuitorii așezării, si anume confecționarea de ciururi din piele de vită, utilizate la selecționarea grânelor.

## Istorie
La sfârșitul secolului al XIX-lea, comuna purta numele de Gratia Mare, făcea parte din plasa Neajlovului a județului Vlașca, și era alcătuit din cătunele Gratia-Mare, Fărcășanca și Drăghinești cu o populație de 2226 de locuitori. În comună existau trei biserici și o școală mixtă.
Anuarul Socec din 1925 consemnează comuna în aceiași plasă, cu o populație de 3130 de locuitori, iar în anul 1931, comuna Gratia Mare a primit numele actual de Gratia.
În anul 1950, comunele au trecut în administrația raionului Videle al regiunii Teleorman, raion care, doi ani mai târziu, a fost inclus în regiunea București.
În anul 1968, a trecut la județul Teleorman în structura actuală.

## Demografie
Componența etnică a comunei Gratia
     Români (87,36%)
     Romi (5,68%)
     Alte etnii (0%)
     Necunoscută (6,96%)
Componența confesională a comunei Gratia
     Ortodocși (92,92%)
     Alte religii (0,08%)
     Necunoscută (7%)
Conform recensământului efectuat în 2021, populația comunei Gratia se ridică la 2.571 de locuitori, în scădere față de recensământul anterior din 2011, când fuseseră înregistrați 3.005 locuitori. Majoritatea locuitorilor sunt români (87,36%), cu o minoritate de romi (5,68%), iar pentru 6,96% nu se cunoaște apartenența etnică. Din punct de vedere confesional, majoritatea locuitorilor sunt ortodocși (92,92%), iar pentru 7% nu se cunoaște apartenența confesională.

## Politică și administrație
Comuna Gratia este administrată de un primar și un consiliu local compus din 11 consilieri. Primarul, Ion Florea[*], de la Partidul Social Democrat, este în funcție din 2000. Începând cu alegerile locale din 2024, consiliul local are următoarea componență pe partide politice:
|  | Partid                    | Consilieri | Componența Consiliului | Componența Consiliului | Componența Consiliului | Componența Consiliului | Componența Consiliului | Componența Consiliului | Componența Consiliului | Componența Consiliului |
|  | ------------------------- | ---------- | ---------------------- | ---------------------- | ---------------------- | ---------------------- | ---------------------- | ---------------------- | ---------------------- | ---------------------- |
|  | Partidul Social Democrat  | 8          |                        |                        |                        |                        |                        |                        |                        |                        |
|  | Partidul Național Liberal | 2          |                        |                        |                        |                        |                        |                        |                        |                        |
|  | Uniunea Salvați România   | 1          |                        |                        |                        |                        |                        |                        |                        |                        |

## Personalități născute aici
- Liviu Dragnea (n. 1962), politician.